# Catillon-sur-Sambre
Catillon-sur-Sambre és un municipi francès, situat a la regió dels Alts de França, al departament del Nord. L'any 2006 tenia 857 habitants. Limita al nord amb Ors, a l'est amb La Groise, al sud-est amb Fesmy-le-Sart, al sud amb Rejet-de-Beaulieu, al sud-oest amb Mazinghien i a l'oest amb Bazuel.

## Demografia
| 1962                                       | 1968  | 1975  | 1982  | 1990 | 1999 | 2006 |
| ------------------------------------------ | ----- | ----- | ----- | ---- | ---- | ---- |
| 1.154                                      | 1.105 | 1.096 | 1.012 | 926  | 846  | 857  |
| Des de 1962: població sense dobles comptes |       |       |       |      |      |      |

## Administració
| Període | Identitat        | Partit |
| ------- | ---------------- | ------ |
| 2001-   | Philippe Ducroux |        |